# Айтен Мутлу
Айтен Мутлу (на турски: Ayten Mutlu) е турска преводачка, поетеса и писателка.

## Биография и творчество
Айтен Мутлу е родена на 6 октомври 1952 г. в Бандърма, Турция. Получава основното и средното си образование в родния град. Завършва през 1975 г. Факултета по бизнес администрация на Истанбулския университет. Следва във Факултета по строителство на Техническия университет „Йълдъз“, но напуска през третата година. Започва работа в Централната банка през 1977 г., където се пенсионира през 1998 г.
Първите ѝ стихотворения, разкази и есета са публикувани в местните вестници още от гимназиалните ѝ години. През следващите години нейните стихове, есета и преводи се появяват в списанията İmece, Yazko Edebiyat, Edebiyat 81, Varlık, Hürriyet Gösteri, Yaşasın Edebiyat, Şiirlik, Yeni Biçem, Sombahar, Ludingirra, и различни вестници. Известна е със своите стихотворения и преводи.
Първата ѝ книга, стихосбирката „Дръж се, любов моя“ (Dayan Ey Sevdam), е издадена през 1984 г. Лирическата атмосфера на творбите ѝ отразява вътрешна душевна борба, като същевременно разгръща свят, в който ужасът и красотата се преплитат по хармоничен начин.
За произведенията си е удостоена с наградата за поезия „Ибрахим Йълдизоглу“ (1999), наградата за поезия на Международната среща на поетите от Ялова (2001) и наградата „Сунула Арисой“ (2005).
Прави преводи на съвременни поети от английски на турски, които се публикуват в периодичните издания. Превежда подборки от произведения на поетеси от Античността до днешни дни от цял свят.
Активен участник е в политическото Движение за правата на жените. Член е на борда на директорите на турския ПЕН център и негов счетоводител.
Айтен Мутлу живее със семейството си в Истанбул.

## Произведения

### Поезия
- Dayan Ey Sevdam (1984)[1][2][3]
- Vaktolur (1986)
- Seni Özledim (1990)
- Kül izi (1993)
- Denize Doğru (1994)
- Çocuk ve Akşam (1999)
- Taş Ayna (2002)
- Ateşin Köklerinde (2006)
- Uzun Gemide Akşam (2007)
- Eşikte (2009)
- Kazınmış Işık (2016)
- Hayatın Kanatlarında-Toplu Şiirler (2022)

### Проза
- İstanbul'un Gözleri Mahmur (1990) – разкази[1]

### Преводи
- Ölü Canlar (2005) – от Гогол[3]
- Sen Sanırdım Her Baharı (2007) – селекция от съвременни британски поетеси
- I Look at You / Sana Bakıyorum I Look at You / Sana Bakıyorum (2011) – от Марам Ал-Масри[1]
- Neredeyse Siyah (2011) – от Никулина Опреа
- Kaçmayalım Cehennemden (2021) – избрани стихотворения на Марина Цветаева
- Cam Valiz (2021) – от Джон Кристофър